# Olivia Asselin
Olivia Asselin (ur. 24 lutego 2004 w Quebecu) – kanadyjska narciarka dowolna specjalizująca się w slopestyle'u i big airze, olimpijka z Pekinu 2022.

## Udział w zawodach międzynarodowych
| Impreza                     | Rok  | Miejsce | Konkurencja | Miejsce |                      |      |       |         |    |
| --------------------------- | ---- | ------- | ----------- | ------- | -------------------- | ---- | ----- | ------- | -- |
| Impreza                     | Rok  | Miejsce | Konkurencja | Miejsce | Igrzyska olimpijskie | 2022 | Pekin | big air | 8. |
| slopestyle                  | 11.  |         |             |         | Igrzyska olimpijskie | 2022 | Pekin |         |    |
| Mistrzostwa świata          | 2021 | Aspen   | big air     | DNS     |                      |      |       |         |    |
| Mistrzostwa świata          | 2021 | Aspen   | slopestyle  | 18.     |                      |      |       |         |    |
| Mistrzostwa świata juniorów | 2019 | Kläppen | big air     | 6.      |                      |      |       |         |    |
| Mistrzostwa świata juniorów | 2019 | Kläppen | slopestyle  | 17.     |                      |      |       |         |    |